# Blu notte - Misteri italiani
Blu notte - Misteri italiani (prima Mistero in blu e poi semplicemente Blu notte, dal 2010 divenne Lucarelliracconta) è stato un programma televisivo condotto da Carlo Lucarelli, trasmesso in Italia dal 1998 al 2012, prima da Rai 2 e poi da Rai 3. Il tema principale della serie è quello della ricostruzione in forma narrativo-documentaristica di delitti irrisolti più o meno famosi e di vicende ritenute poco chiare.

## Storia
La prima stagione viene trasmessa da Rai 2, in seconda serata; dalla seconda la serie passò a Rai 3, mentre nella settima in prima serata, sempre su Rai 3. Le musiche originali del programma sono di Alessandro Molinari (dal primo Mistero in blu ad oggi).
La serie ha subito alcuni cambiamenti di nome nel corso degli anni:
- Trasmessa nel 1998, la prima stagione aveva come titolo Mistero in blu.
- La seconda e la terza avevano invece come titolo semplicemente Blu notte.
- Dalla quarta stagione la trasmissione prende il titolo di Blu notte - Misteri italiani.
- Dal 2010 la trasmissione prende il titolo di Lucarelliracconta.

### Dal 1998 al 2001: i casi irrisolti
Nelle prime tre edizioni, Lucarelli si occupa di ricostruire alcuni casi irrisolti di delitti apparentemente casuali, senza movente e con poche prove, quando non addirittura nessuna, a supporto delle ipotesi investigative. Lo scrittore svolge una puntigliosa inchiesta giornalistica, con interviste e ricognizioni sul luogo da parte degli investigatori Alessandro Riva e Lorenzo Viganò e avvalendosi della consulenza tecnica del commissario della polizia scientifica di Bologna Silio Bozzi.
La puntata inizia con un dettagliato racconto del momento del delitto da parte di Lucarelli, che fa da presentatore in studio e voce narrante nelle ricostruzioni filmate. Si passa quindi a definire la personalità e la storia personale della vittima, per formulare ipotesi sul movente e sull'autore del delitto. Viene quindi presentata la ricostruzione in loco delle circostanze per ipotizzare il come, con la collaborazione di Bozzi, che attraverso l'analisi delle prove materiali rinvenute sulla scena tenta di formulare ipotesi investigative sulla vicenda.
Infine, Lucarelli, sulla base degli indizi raccolti e dei fatti esaminati, presenta congetture più o meno plausibili sullo svolgimento dei fatti.

### Dal 2001: intrighi e complotti
Negli anni successivi al 2000 la trasmissione è passata ad occuparsi di casi criminali di maggiore rilevanza mediatica e spesso connessi a temi della cronaca recente italiana come Tangentopoli, la mafia, la politica.
Nelle ultime edizioni, trasmesse in prima serata, il programma si prolunga dai precedenti tre quarti d'ora alla ora e mezza e si occupa, con speciali corredati da interviste a personaggi famosi e ricostruzioni storiche, di vicende riguardanti P2, Gladio, strategia della tensione, Brigate Rosse, banda della Magliana, Cosa nostra e i fatti del G8 di Genova.
Un elemento caratterizzante del programma è la presenza in studio, intorno al conduttore, di sagome di cartone in bianco e nero a grandezza naturale riproducenti i protagonisti del racconto di ciascuna puntata.